# Tre Valli Varesine 1919
La Tre Valli Varesine 1919, prima storica edizione della corsa, si svolse il 22 giugno 1919 su un percorso di 100 km. La vittoria fu appannaggio dell'italiano Pietro Bestetti, che completò il percorso in 3h02'00", precedendo i connazionali Giovanni Scaioni e Angelo Bianchi.

## Ordine d'arrivo (Top 10)
| Pos. | Corridore         | Squadra | Tempo    |
| ---- | ----------------- | ------- | -------- |
| 1    | Pietro Bestetti   | -       | 3h02'00" |
| 2    | Giovanni Scaioni  | -       | s.t.     |
| 3    | Angelo Bianchi    | -       | s.t.     |
| 4    | Pietro Corini     | -       | a 4'00"  |
| 5    | Francesco Guazzi  | -       | a 14'00" |
| 6    | Emanuele Rognoni  | -       | s.t.     |
| 7    | Muzio Fiorini     | -       | s.t.     |
| 8    | Alfredo Cavalieri | -       | s.t.     |
| 9    | Luigi Croci       | -       | s.t.     |
| 10   | Mario Borri       | -       | s.t.     |